# アジアパシフィックラリー選手権
アジアパシフィックラリー選手権（アジアパシフィックラリーせんしゅけん、Asia-Pacific Rally Championship）は、国際自動車連盟（FIA）が管轄するラリー選手権の一つ。その名の通りアジア・オセアニア地域を舞台に行われる。1988年創設。略称はAPRCで、日本国内ではアジパシと略されることが多い。

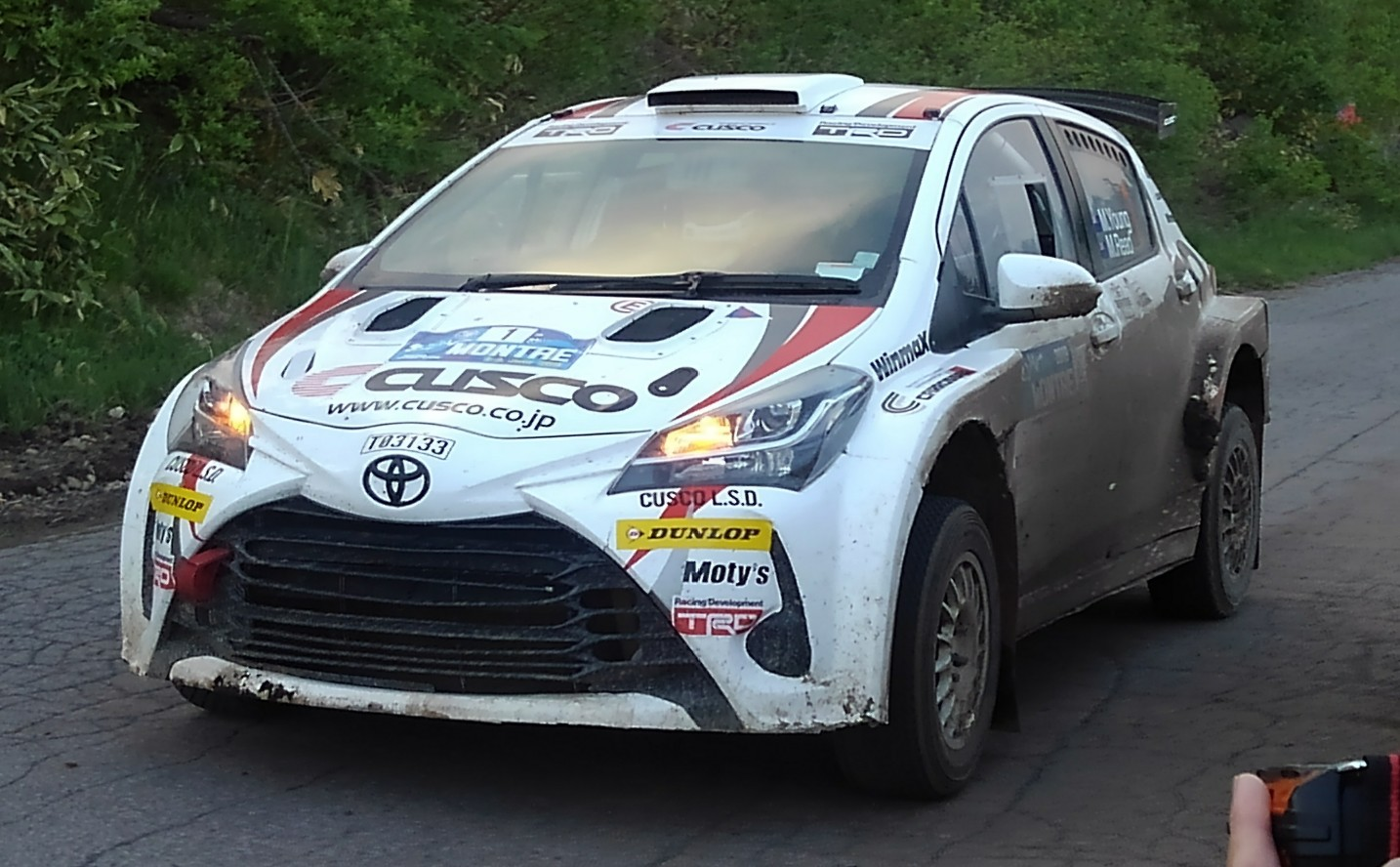
AP4規定のヴィッツ4WD

## 概要

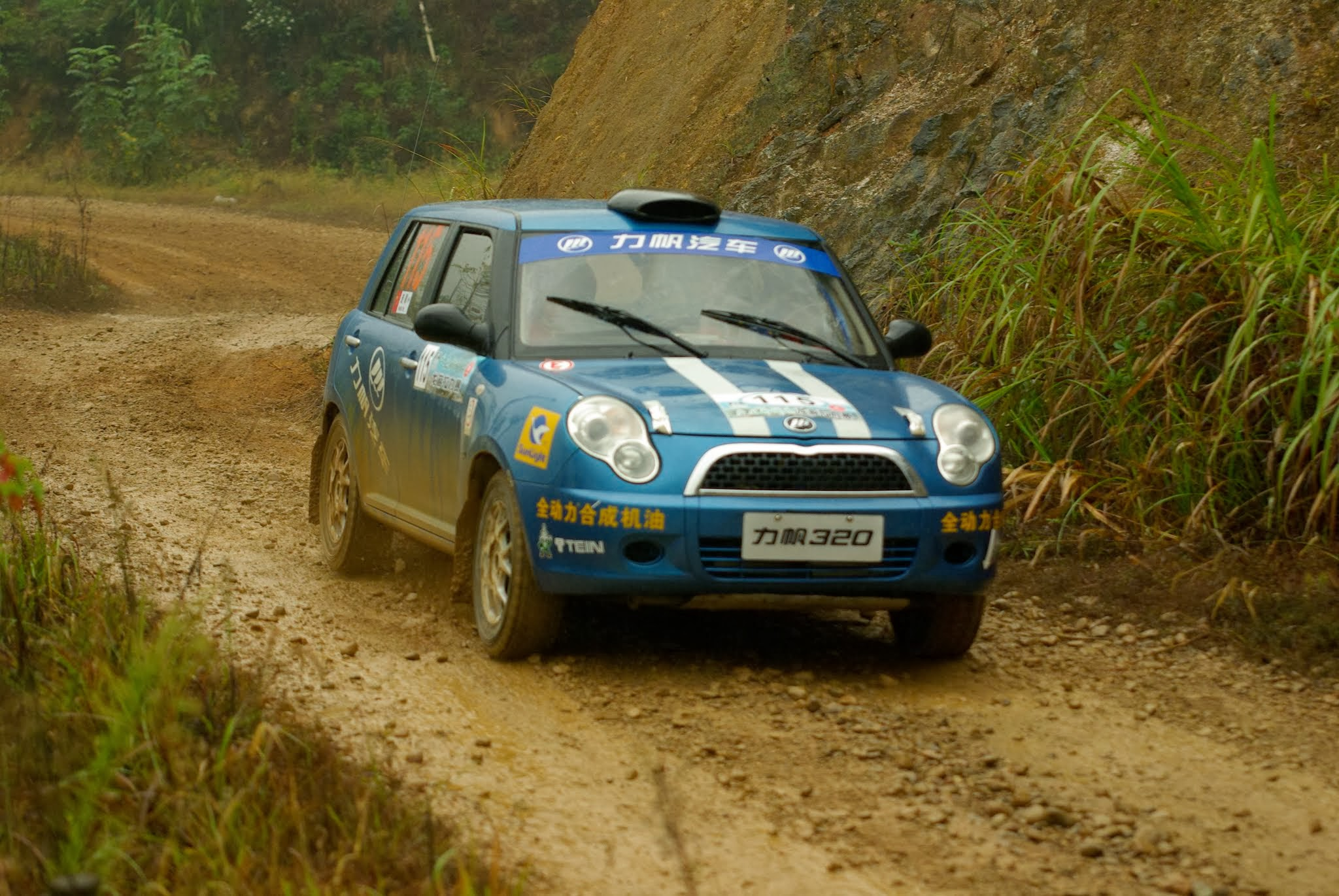
竜游県ラリーのリーファン・320

FIAが管轄するラリー選手権において、最高峰である世界ラリー選手権（WRC）の直下となる地域ラリー選手権の一つとして、ヨーロッパラリー選手権（ERC）、中東ラリー選手権(MERC)などと同列に位置づけられている。アジア太平洋地域として、日本を始め中国、マレーシア、インドといったアジア諸国と、ニュージーランド、オーストラリアといったオセアニア諸国で構成されている。かつてはニューカレドニアで開催されていたこともあった。
日本勢が古くから活躍しており、篠塚建次郎、藤本吉郎、田口勝彦、炭山裕矢が総合王者、田嶋伸博がクラス王者となっている。近年はキャロッセのクスコ・ワールドラリーチームが総合王者を獲得するなど活躍している。またラリー北海道はAPRCと全日本ラリー選手権（JRC）の併催であり、そこでスポット参戦するドライバーも少なくない。
欧州からの参戦も多く、過去はカルロス・サインツのようにWRCと並行して参戦するドライバーもいた。
2019年からはアジアカップ・パシフィックカップ（後述）のそれぞれの成績上位者が最終戦のグランド・ファイナルに集い、そこで優勝したものがチャンピオンとなる、NASCARのような形式へと変わった。

## レギュレーション

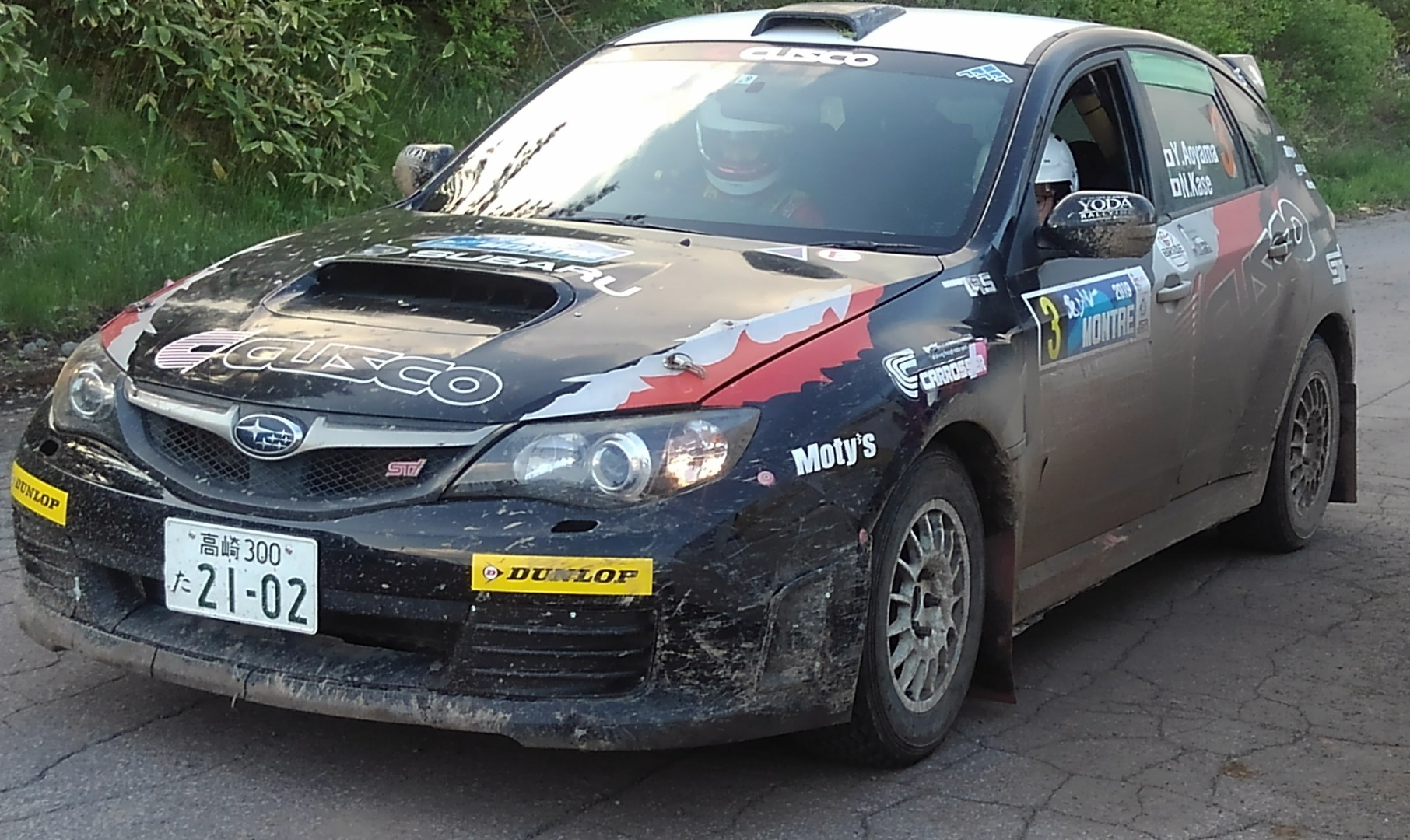
スバル・インプレッサWRX STI

ラリーの基本的なフォーマットはWRCに近いが、WRCが通常3日間開催なのに対し、APRCは基本は2日間開催（金曜日にセレモニアルスタートの後レグ1Aとして、スーパーSSのみを走るケースもある）が一般的である。
競技クラスはグループRのR5及びR4，スーパー2000とグループNのNR4、ASN（英: Authority Sport Nationale）のAP4車両及び日本自動車連盟（JAF）のRJ車両（2000cc以上）などの4WD車をメインとするAPRC、グループN及び量産車のASN車両のためのAPRC2、RC3～RC5クラスに分類される2WD車両（グループRのR1～R3、グループN、グループA・スーパー1600などとASN車両）が参戦できるAPRC3の3つがある。なおASN車両とはアジアパシフィック地域各国のASNが認めた国内規格の車両で、APRCでは、ASN規格の車両として、ニュージーランド、オーストラリアの規定であるAP4、オーストラリアのG2、日本のJAFの規定であるRJ車両の参戦を認めている。
上記3クラスの賞典としては、APRC域内のアジア諸国のラリーで構成されるアジアカップ（日本、マレーシア、中国、インドなど）と、オセアニア諸国のラリーで構成するパシフィックカップ（ニュージーランド、オーストラリアなど）、その年の1月1日時点で29歳未満の若いドライバー対象のジュニアチャンピオンシップ、登録チームで争われるチームアワードが用意されている。2018年にはSUV向けのSUVカップが追加された。
ポイントシステムは総合順位に対するポイントはWRCと同じだが、APRCではそれ以外にLEG毎の結果のベスト7に対し7〜1ポイントがそれぞれ与えられる。つまりデイリタイアでラリー2規定により競技に復帰した場合も、LEGポイントは獲得できる。

## 歴史
- 1988年 創設。タイトルはドライバーズタイトルのみ。
- 1996年 マニュファクチャラーズ部門、グループN部門、2輪駆動部門が創設される。
- 2002年 2輪駆動部門終了。
- 2003年 グループN部門終了。
- 2008年 Asia Cup/Pacific Cup創設。
- 2018年 創設30周年を迎える。

## 過去のチャンピオン
| シーズン | APRCドライバー部門                 | マニュファクチャラーズ 部門 | Asia Cup                   | Pacific Cup                             |
| -------- | ---------------------------------- | --------------------------- | -------------------------- | --------------------------------------- |
| 2022年   | ヘイデン・パッドン（ヒョンデ）     |                             |                            |                                         |
| 2019年   | リン・デューウェイ（スバル）       |                             | マイケル・ヤング（トヨタ） | ヘイデン・パッドン（ヒョンデ）          |
| 2018年   | 炭山裕矢（シュコダ）               | シュコダ                    | 炭山裕矢（シュコダ）       | ファビオ・フリシエロ（プジョー）        |
| 2017年   | ガウラブ・ギル（シュコダ）         | シュコダ                    | ガウラブ・ギル             | オーレ・クリスチャン・ヴェイビー        |
| 2016年   | ガウラブ・ギル（シュコダ）         | シュコダ                    | ガウラブ・ギル             | ファビアン・クレイム                    |
| 2015年   | ポンタス・ティデマンド（シュコダ） | シュコダ                    | 高山仁                     | ポンタス・ティデマンド                  |
| 2014年   | ヤン・コペッキー（シュコダ）       | シュコダ                    | 炭山裕矢                   | ヤン・コペッキー                        |
| 2013年   | ガウラブ・ギル（シュコダ）         | シュコダ                    | マイケル・ヤング           | サイモン・ノールズ                      |
| 2012年   | クリス・アトキンソン（シュコダ）   | シュコダ                    | 炭山裕矢                   | クリス・アトキンソン                    |
| 2011年   | アリスター・マクレー（プロトン）   | プロトン                    | アリスター・マクレー       | クリス・アトキンソン                    |
| 2010年   | 田口勝彦（三菱）                   | 三菱                        | 炭山裕矢                   | ブレンダン・リーブス                    |
| 2009年   | コディ・クロッカー（スバル）       | スバル                      | コディ・クロッカー         | ヘイデン・パッドン                      |
| 2008年   | コディ・クロッカー（スバル）       | スバル                      | コディ・クロッカー         | ディーン・ヘリッジ                      |
| 2007年   | コディ・クロッカー（スバル）       | スバル                      | not held                   | not held                                |
| 2006年   | コディ・クロッカー（スバル）       | スバル                      | not held                   | not held                                |
| 2005年   | ユッシ・バリマキ（三菱）           | 三菱                        | not held                   | not held                                |
| 2004年   | カラムジット・シン（プロトン）     | プロトン                    | not held                   | not held                                |
| シーズン | ドライバー 部門                    | マニュファクチャラーズ 部門 | グループN 部門             | 2輪駆動 部門                            |
| 2003年   | アーミン・クレマー（三菱）         | 三菱                        | アーミン・クレマー         |                                         |
| 2002年   | カラムジット・シン（プロトン）     | プロトン                    | ニコ・カルダローラ         | 田嶋伸博                                |
| 2001年   | カラムジット・シン（プロトン）     | 三菱                        | カラムジット・シン         | 田嶋伸博                                |
| 2000年   | ポッサム・ボーン（スバル）         | スバル                      | カラムジット・シン         | サイモン・エバンス                      |
| 1999年   | 田口勝彦（三菱）                   | 三菱                        | 田口勝彦                   | ケネス・エリクソン アリスター・マクレー |
| 1998年   | 藤本吉郎（トヨタ）                 | トヨタ                      | マイケル・ゲスト           | 田嶋伸博                                |
| 1997年   | ケネス・エリクソン（スバル）       | スバル                      | カラムジット・シン         | 田嶋伸博                                |
| 1996年   | ケネス・エリクソン（スバル）       | 三菱                        | 片岡良宏                   | 田嶋伸博                                |
| 1995年   | ケネス・エリクソン（三菱）         |                             |                            |                                         |
| 1994年   | ポッサム・ボーン（スバル）         |                             |                            |                                         |
| 1993年   | ポッサム・ボーン（スバル）         |                             |                            |                                         |
| 1992年   | ロス・ダンカートン（三菱）         |                             |                            |                                         |
| 1991年   | ロス・ダンカートン（三菱）         |                             |                            |                                         |
| 1990年   | カルロス・サインツ（トヨタ）       |                             |                            |                                         |
| 1989年   | ロッド・ミレン（マツダ）           |                             |                            |                                         |
| 1988年   | 篠塚建次郎（三菱）                 |                             |                            |                                         |

### APRC2
| シーズン | ドライバー 部門                  |
| -------- | -------------------------------- |
| 2018年   | 高橋冬彦                         |
| 2017年   | アビラッシュ・パラス・ガネーシャ |
| 2016年   | マイケル・ヤング                 |
| 2015年   | マイケル・ヤング                 |
| 2014年   | マイケル・ヤング                 |
| 2013年   | サンジェイ・タクル               |

### APRC3
| シーズン | ドライバー 部門    |
| -------- | ------------------ |
| 2019年   | 川名賢             |
| 2014年   | マイケル・ヤング   |
| 2013年   | マイケル・ヤング   |
| 2012年   | カラムジット・シン |
| 2011年   | カラムジット・シン |